# 矢澤賴康
矢澤賴康（1553年—1626年4月17日）是日本戰國時代至江戶時代前期的武將。真田氏家臣。父親是真田幸隆的弟弟矢澤賴綱。幼名三十郎。

## 生平
在天文22年（1553年）出生，家中長男。從年幼時期就跟隨沼田城城代兼父親賴綱，在天正年間，被任命為城代。
天正13年（1585年），在真田昌幸的兒子信繁以人質身份被送到上杉景勝之下時，負責警護。同年，在第1次上田合戰中，與上杉景勝派出的援軍一同堅守支城矢澤城，擊退依田軍1千5百人，在追撃戰中擊破大久保忠世等軍。由此年開始，父親賴綱沒有太多活動，書狀亦沒有與賴綱連署，因此被推測，是在這段時期前後接任。
在關原之戰後，仕於成為當主兼松代藩藩主的真田信之。在大坂之役中，輔佐代替信之出陣的兒子（信政、信吉）。在出陣期間，信之向賴康送出寫上「什麼事亦不疏忽，拜託」（何事も油断なく、間に入って頼み入り候）的書狀。
在寬永3年（1626年）死去。沒有兒子，根據遺言，由弟弟賴邦成為繼承人。子孫代代擔任松代藩家老職，輔佐真田氏。